# Arrilaser

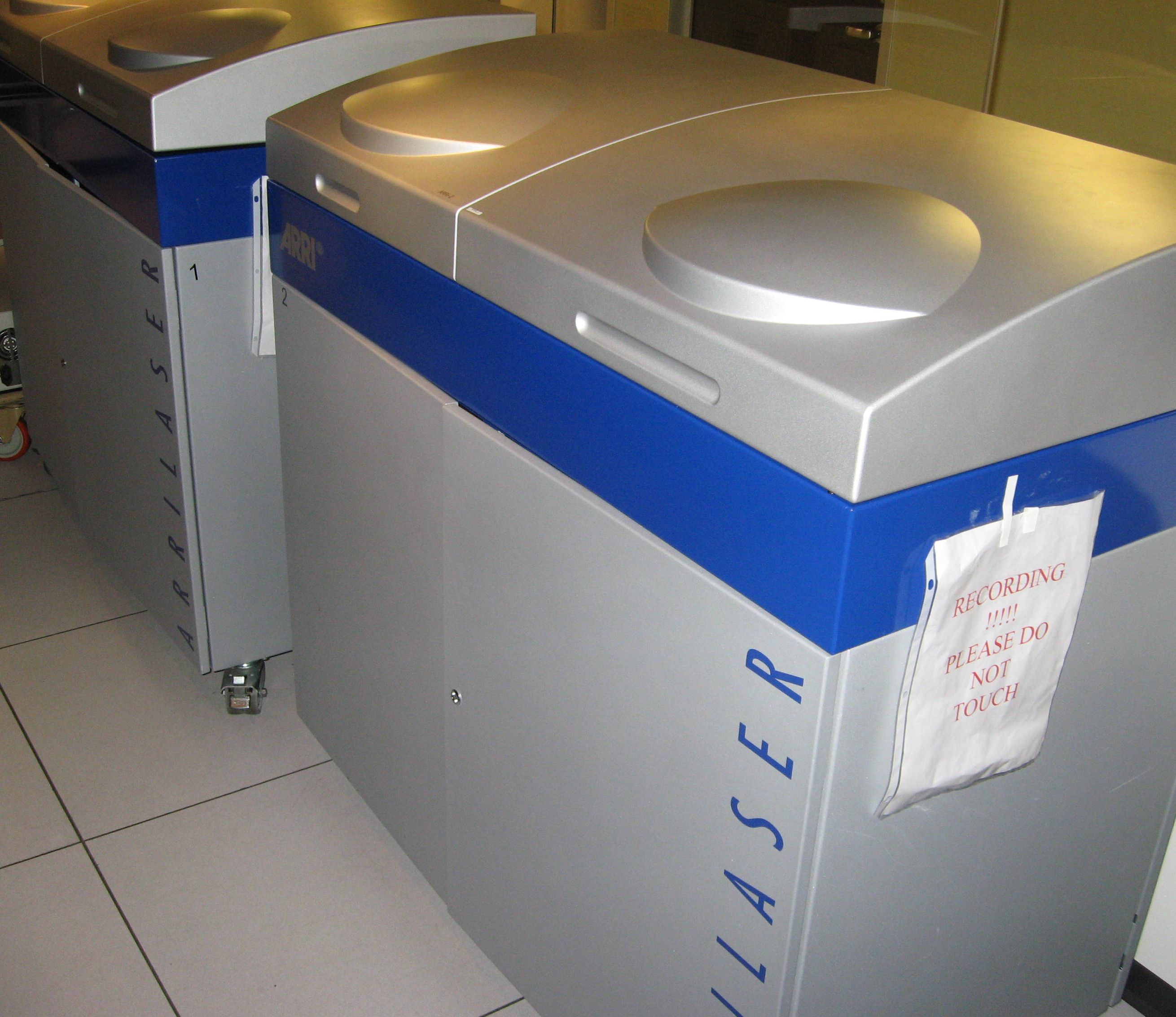
Arrilaser Film Recorder

Der Arrilaser ist ein digitaler Filmbelichter, der vom Münchner Filmgerätehersteller Arnold & Richter Cine Technik (kurz ARRI) in Zusammenarbeit mit dem Fraunhofer-Institut für Physikalische Messtechnik (IPM) entwickelt wurde. Der Filmrekorder wurde 2000 vorgestellt und ersetzt frühere Systeme, die mit Kathodenstrahlröhren arbeiteten.
Der Arrilaser belichtet digital vorliegendes Material auf 35-Millimeterfilm mittels dreier Laser in den Grundfarben Rot, Grün und Blau. Die Schreibdichte pro Filmbild erreicht dabei sowohl 2K- als auch 4K-Auflösung. Damit deckt das Gerät das gesamte aktuelle professionelle Segment ab. Das Ausgangsmaterial kann von mobiler Festplatte oder per Datenleitung eingespielt werden.
Die Entwickler Franz Kraus, Johannes Steurer und Wolfgang Riedel erhielten 2002 den Technik-Oscar (Oscar/Wissenschaft und Entwicklung) der Academy of Motion Picture Arts and Sciences für den Arrilaser. Bei der Verleihung am 11. Februar 2012 folgte die höchste Form des Technik-Oscar in Form des Oscar/Academy Award of Merit.